# Konstantin Ivanovič Kobec
Konstantin Ivanovič Kobec (traslitterazione anglosassone Konstantin Ivanovich Kobets; in russo Константин Иванович Кобец?; Kiev, 16 luglio 1939 – Mosca, 30 dicembre 2012) è stato un generale russo.

## Carriera
Nel 1991 era in servizio come Vice Capo di Stato Maggiore per le comunicazioni.
Kobec allora era sostenuto dal presidente della Repubblica Socialista Federativa Sovietica Russa Boris El'cin durante il colpo di Stato sovietico nell'agosto del 1991. Dal 19 agosto al 9 settembre fu il ministro della Difesa della Repubblica Socialista Federativa Sovietica Russa (anche se non c'era ancora il ministero). In seguito venne abolito.
Fu il primo presidente della commissione di riforma militare del governo russo alla fine del 1991. Durante questo periodo sviluppa un piano per la formazione del Corpo Armato del CSI. Il progetto presentato il 26 e il 27 dicembre ad un consiglio di funzionari della Difesa delle repubbliche sovietiche non fu adottato, e fu sostituito a causa della divisione delle forze armate sovietiche tra le ex Repubbliche dell'Unione Sovietica.
Dal settembre del 1992 Kobec fu l'Ispettore Capo Militare delle forze armate della Federazione Russa. Dal 1995 fu segretario di Stato e vice ministro della Difesa della Federazione Russa.